# Dendrobium iteratum
Dendrobium iteratum är en orkidéart som beskrevs av Johannes Jacobus Smith. Dendrobium iteratum ingår i släktet Dendrobium, och familjen orkidéer. Inga underarter finns listade i Catalogue of Life.